# Cantón de Épinal-Oeste
El cantón de Épinal-Oeste era una división administrativa francesa, que estaba situada en el departamento de Vosgos y la región de Lorena.

## Composición
El cantón estaba formado por doce comunas, más una fracción de la comuna que le daba su nombre:
- Chantraine
- Chaumousey
- Darnieulles
- Domèvre-sur-Avière
- Dommartin-aux-Bois
- Épinal (fracción)
- Fomerey
- Girancourt
- Golbey
- Les Forges
- Renauvoid
- Sanchey
- Uxegney

## Supresión del cantón de Épinal-Oeste
En aplicación del Decreto nº 2014-268 de 27 de febrero de 2014, el cantón de Épinal-Oeste fue suprimido el 22 de marzo de 2015 y sus 13 comunas pasaron a formar parte; cinco del nuevo cantón de Épinal-1, cinco del nuevo cantón de Golbey y dos del nuevo cantón de Darney.